# Астронавт: останній поштовх
Астронавт: останній поштовх (Astronaut: The Last Push) — американський науково-фантастичний фільм 2012 року, знятий режисером Еріком Гейденом.

## Про фільм
Коли трагічний випадок перервав першу пілотовану місію з дослідження життя на супутниках Юпітера, Майкл Форрест повинен здійснити трирічну подорож додому на Землю в суцільній самоті. Астронавт має зберегти космічний корабель і здоровий глузд протягом довгої подорожі.

## Знімались
| Актор                | Роль            |
| -------------------- | --------------- |
| Харі Пейтон          | Майкл Форест    |
| Ленс Генріксен       | Вальтер Моффітт |
| Браян Баумгартнер    | Боб Янсен       |
| Джеймс Мадіо         | Натан Міллер    |
| Том Вудрафф-молодший | технік          |